# Северовостоков, Аверкий Яковлевич
Аверкий Яковлевич Северовостоков (1845/1847 — 30 июня 1918, Уфа) — русский православный святой, иерей, священномученик.

## Жизнеописание
Аверкий Северовостоков родился около 1845—1847 года (точная дата неизвестна). Окончил Уфимскую духовную семинарию.
В середине 80-х годов XIX века рукоположён во священника. Тридцать восемь лет (до мученической кончины) служил в Иоанно-Златоустовской церкви села Емаши, являясь также законоучителем земской школы.
С середины 1910-х годов состоял действительным членом епархиального комитета православного миссионерского общества.
Семья: жена — Евдокия Васильевна (урождённая Кадомцева, 1850 г.р.). В семье было шестеро детей (четверо сыновей — Павел, Порфирий, Петр, Сергей — и две дочери). Отец Аверкий старался дать детям хорошее образование. Все сыновья окончили Уфимскую духовную семинарию и служили Церкви.
Убит красноармейцами 30 июня 1918 года во время совершения им молебна на прицерковной площади в Емашах.
Отца Аверкия похоронили в Емашах около церкви. Память 17 июня в Соборе новомучеников и исповедников Российских.

## Награды
- Набедренник (1889)
- Скуфья (1890)
- Камилавка (1894)
- орден святой Анны 3-й степени (1915)

## Канонизация
26 октября 1999 года прославлен в лике местночтимых святых Уфимской епархии, на Архиерейском Соборе РПЦ 2000 года причислен к лику общероссийских святых.